# Baltimore (cocktail)
Pour les articles homonymes, voir Baltimore (homonymie).
Le Baltimore est un cocktail reconnu comme grand classique, titrant environ 24,6°, préparé au shaker avec glaçons, mais qui ne se sert jamais « on the rocks » ni même sur glace pilée : les glaçons doivent rester dans le shaker. 
Il se compose de Grand Marnier et de gin à mesure égale, auxquels on ajoute une dose de vermouth rouge de 1/10 de la dose des autres alcools. Le Grand Marnier peut être remplacé par une autre liqueur d'oranges (Cointreau, Triple sec). Son effet est décontractant, caractéristique des cocktails frappés contenant de la liqueur d'oranges.
Les doses recommandées sont : 
| 4/10 de vermouth italien rouge, | 3/10 de Grand-Marnier, | 3/10 de gin |

Une variante appelée « Ants in the Pants » propose le vermouth italien et le Grand Marnier à doses égales, et un trait de jus de citron. Tous les vermouths italiens sont accordés, mis à part « Rosato », « Dry », « Extra-Dry », « Fiero » et « d'Oro ».